# هاینتس پائول
هاینتس پائول (آلمانی: Heinz Paul; ‏۱۳ اوت ۱۸۹۳ – ۱۴ مارس ۱۹۸۳) کارگردان فیلم، تهیه‌کننده فیلم و فیلم‌نامه‌نویس اهل آلمان بود. وی کارگردان فیلم‌هایی همچون ویلیام تل بوده است.